# Espiral de dois centros

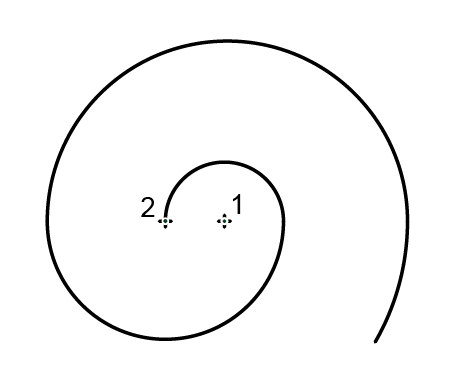
Falsa espiral de dois centros dextrogira

A Espiral de dois centros é uma curva aberta e infinita, considerada uma falsa espiral, pois seu traçado é feito com o compasso, que varia o ponto de apoio entre dois centros distintos. A abertura do compasso sempre parte do ponto final do traçado imediatamente anterior. O ponto inicial da curva não precisa coincidir com os centros.